# 2518 Рутллант
2518 Рутллант (2518 Rutllant) — астероїд головного поясу, відкритий 22 березня 1974 року.
Тіссеранів параметр щодо Юпітера — 3,559.